# Szóstka wron (dylogia)
Szóstka wron (ang. Six of Crows) – amerykański cykl fantasy, napisany przez Leigh Bardugo. Składa się z dwóch tomów, Szóstki wron (2015) oraz Królestwa kanciarzy (2016). Jego akcja toczy się w Grishaverse, uniwersum stworzonym przez autorkę. Bohaterzy zamieszkują Ketterdam, miasto zainspirowane Amsterdamem z okresu Republiki Zjednoczonych Prowincji. Historia opowiadana jest w narracji trzecioosobowej, z perspektywy szóstki głównych bohaterów. Historia jednej z postaci, Niny, kontynuowana jest w Dylogii Nikolaja, którą rozpoczyna powieść Król z bliznami. 
Bohaterowie z cyklu pojawili się w serialu Cień i kość, którego akcja rozgrywa się przed rozpoczęciem pierwszego tomu Szóstki wron. 

## Bohaterowie
- Kaz Brekker – znany również jako Brudnoręki, ma siedemnaście lat i jest mistrzem złodziei, znanym z robienia wszystkiego za odpowiednią cenę. Utyka na prawą nogę z powodu nieprawidłowo wygojonego złamania. Jest opisywany jako bardzo blady, ma ciemne włosy i ciemnobrązowe oczy. Używa laski jako pomocy w poruszaniu się, a czasami także jako broni[3].
- Inej Ghafa – szesnastoletnia dziewczyna znana jako Zjawa. Jest jedną z najbardziej religijnych Wron. Została porwana przez handlarzy niewolników, gdy miała czternaście lat i zmuszona do pracy w burdelu, zanim Kaz kupił jej kontrakt. Jest opisywana jako niska, o brązowej skórze i czarnych włosach zaplecionych w warkocz.
- Wylan Van Eck – szesnastoletni syn wypartego kupca z zamiłowaniem do chemii i wybuchów. Jest dyslektykiem i znakomitym matematykiem, chemikiem i muzykiem. Ma kręcone rudoblond włosy i bladą skórę[4].
- Matthias Helvar – osiemnastoletni były drüskelle z Fjerdy, skonfliktowany między nienawiścią do Griszów a uczuciami do Niny. Jest najstarszym, najwyższym i najbardziej umięśnionym członkiem grupy, ma bladą skórę, ogolone blond włosy i niebieskie oczy. Jest religijny.
- Nina Zenik – ma siedemnaście lat i jest potężną Griszą, a także byłym szpiegiem. Ma jasną skórę, gęste brązowe włosy i zielone oczy. Jedną z jej ulubionych rozrywek jest jedzenie gofrów.
- Jesper Fahey – siedemnastoletni strzelec wyborowy z Zemeni, który ma problem z hazardem. Jest opisywany jako wysoki i chudy, o ciemnej skórze i szarych oczach. Jest Griszą, ale ukrywa to, aby uniknąć porwania lub zabicia.
- Jan Van Eck – jest bogatym człowiekiem i wybitnym kupcem.
- Pekka Rollins – jest przywódcą gangu i głównym przeciwnikiem Kaza.